# Haliophasma tricarinata
Haliophasma tricarinata är en kräftdjursart som beskrevs av Barnard 1925. Haliophasma tricarinata ingår i släktet Haliophasma och familjen Anthuridae. Inga underarter finns listade i Catalogue of Life.